# Reformatori de l'estat d'Ohio
El reformatori de l'estat d'Ohio (OSR), també conegut com el reformatori de Mansfield, és una presó històrica situada a Mansfield, Ohio, als Estats Units. Va ser construït entre 1886 i 1910 i va romandre en funcionament fins al 1990, quan una sentència del Tribunal Federal dels Estats Units (el 'Decret de consentiment Boyd') va ordenar el tancament de la instal·lació. Tot i que aquesta instal·lació es va veure en diverses pel·lícules (incloses diverses mentre la instal·lació encara estava en funcionament), programes de televisió i vídeos musicals, es va fer famosa per la pel·lícula Cadena perpètua (1994) quan es va utilitzar per a la majoria d'escenes de la pel·lícula.
Actualment, el reformatori de l'estat d'Ohio està obert als turistes els 7 dies de la setmana. L'horari és d'11.00 a 16.00 hores, amb un horari de cap de setmana ampliat de 10.00 a 16.00 hores sobretot el Memorial Day-Labor Day.

## Història

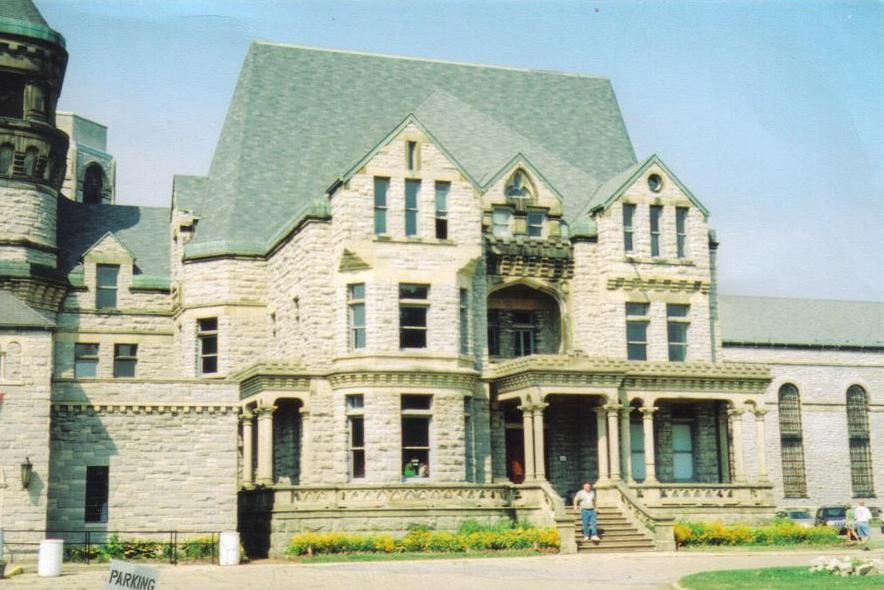
Exterior del reformatori de l'estat d'Ohio, d'arquitectura romànica

La història del reformatori de l'estat d'Ohio va començar el 1862: el camp on es construiria el reformatori es va utilitzar com a camp d'entrenament per als soldats de la Guerra Civil. El campament es va anomenar Camp Mordecai Bartley en honor a l'home de Mansfield que va exercir com a governador d'Ohio a la dècada de 1840.
El 1867, Mansfield va ser promogut com a candidat per a la col·locació de la nova Penitenciària Intermèdia (el nom original abans que es canviés a Ohio State Reformatory). La ciutat va recaptar 10.000 dòlars per comprar 30 acres de terreny per a la presó, i l'estat va adquirir 150 acres de terreny adjacent per 20.000 dòlars; el cost de la instal·lació va ser d'1.326.769 $. L'Intermèdia (Ohio State Reformatory) estava pensat com això, un punt a mig camí entre l'escola industrial de nois de Lancaster i la penitenciària estatal de Columbus, que tenia la intenció d'allotjar joves delinqüents per primera vegada. La construcció va començar el 1886 i va romandre en construcció fins al 1910 a causa de problemes de finançament que van provocar retards en la construcció.
L'⁣arquitecte original del disseny va ser Levi T. Scofield de Cleveland, que va utilitzar tres estils arquitectònics; Gòtic victorià, romànic Richardsonià i Queen Anne. L'exterior de l'edifici, construït amb maó i formigó, està dissenyat en estil romànic donant a la façana un aspecte de castell. Scofield va dissenyar el reformatori amb aquests estils únics per ajudar a animar els reclusos a tornar a néixer a les seves vides espirituals. La creació i construcció de tot l'edifici va ser encarregada al conegut arquitecte FF Schnitzer, el nom del qual també apareix a la pedra angular, i està registrat com a superintendent i arquitecte supervisor en els documents que s'hi troben. El 1891 es va canviar el nom de Penitenciari Intermèdia a Reformatori de l'estat d'Ohio.
El 15 de setembre de 1896, el reformatori va obrir les portes als seus primers 150 delinqüents. Aquests presoners van ser portats amb tren des de Colom i posats immediatament a treballar al clavegueram de la presó i al mur de pedra de 25 peus que envolta el complex. Schnitzer va ser obsequiat amb un tinter de plata doble pel governador de l'estat en una fastuosa cerimònia per agrair-li els seus serveis.

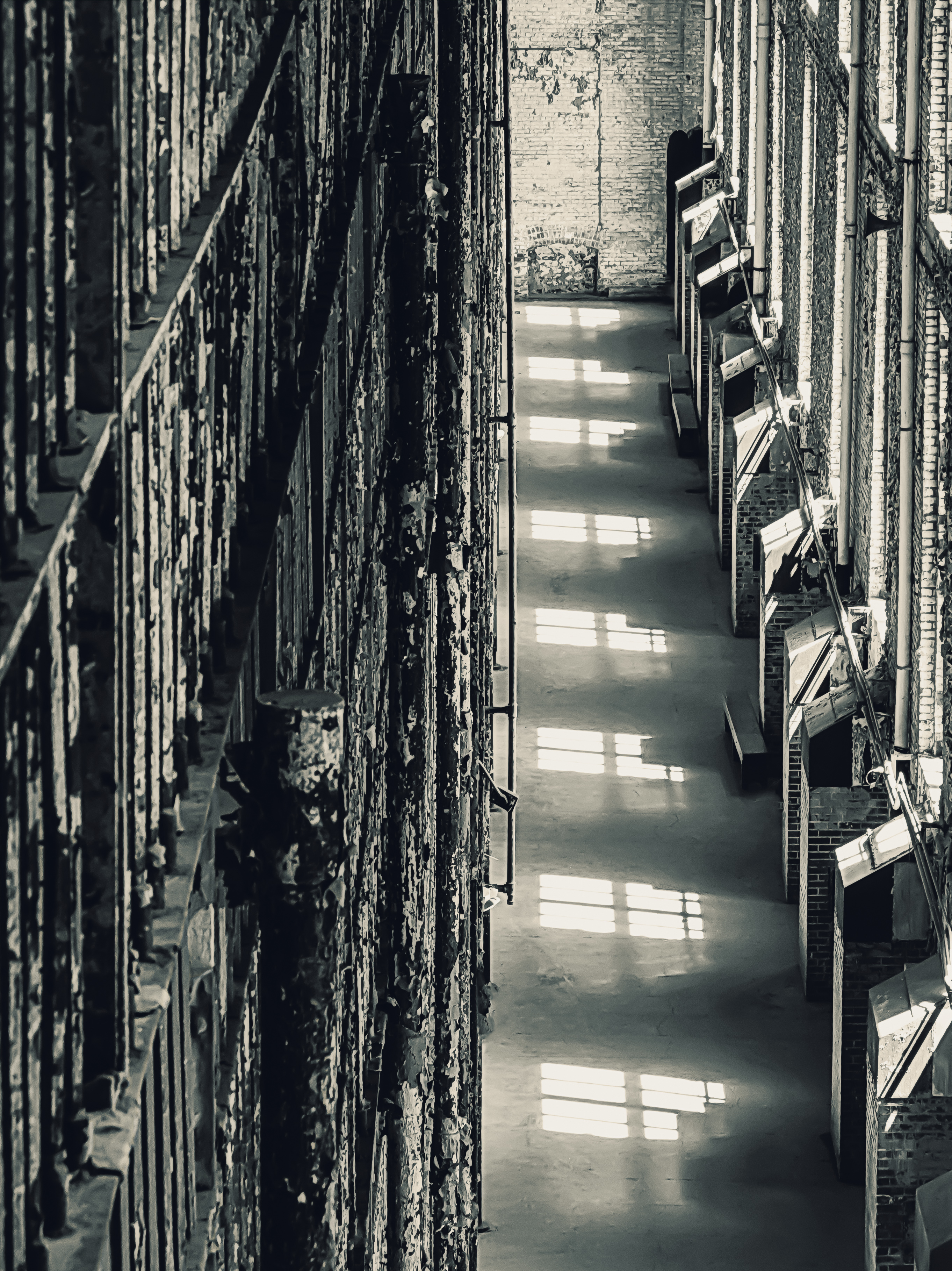
Interior de la penitenciària amb les finestres del bloc de les cel·les

Des de 1935 fins a 1959 Arthur Lewis Glattke va ser el superintendent. Inicialment, una cita política després del treball de Glattke a la campanya de Martin Davey, segons tots els comptes, Glattke va ser respectat tant per professionals com per reclusos. Va implementar moltes reformes, com ara música de ràdio enfilada als blocs de cel·les. L'esposa de Glattke, Helen Bauer Glattke, va morir de pneumònia tres dies després d'un accident el novembre de 1950 en què es va disparar una pistola quan estava introduint la mà en una caixa de joies a l'habitació de la família. Glattke va morir després d'un atac de cor patit a la seva oficina el 10 de febrer de 1959.
Més de 200 persones van morir a l'OSR, inclosos dos guàrdies que van morir durant els intents de fugida.

### Tancament
El Reformatori va romandre en ple funcionament fins al desembre de 1990, quan es va tancar per ordre judicial federal. Com a resultat d'una demanda col·lectiva de presoners que citava l'amuntegament i les condicions inhumanes (Boyd v. Denton, CA 78-1054A (NDOh.)), el jutge de districte Frank J. Battisti del Tribunal de Districte dels Estats Units per al Districte Nord d'Ohio va ordenar el tancament de la presó a finals de desembre de 1986. Aquesta ordre es coneixia com el Decret de consentiment de Boyd. La data de tancament es va traslladar al 1990 a causa dels retards en la construcció de la instal·lació de substitució, la Institució Correccional de Mansfield, que es troba a l'oest de l'antiga presó.
La majoria dels terrenys i edificis de suport, inclòs el mur exterior, han estat enderrocats des del tancament. El 1995 es va formar la Mansfield Reformatory Preservation Society. Han convertit la presó en un museu i han dut a terme visites per ajudar a finançar projectes de rehabilitació de terrenys i actualment treballen per estabilitzar els edificis per evitar el deteriorament.

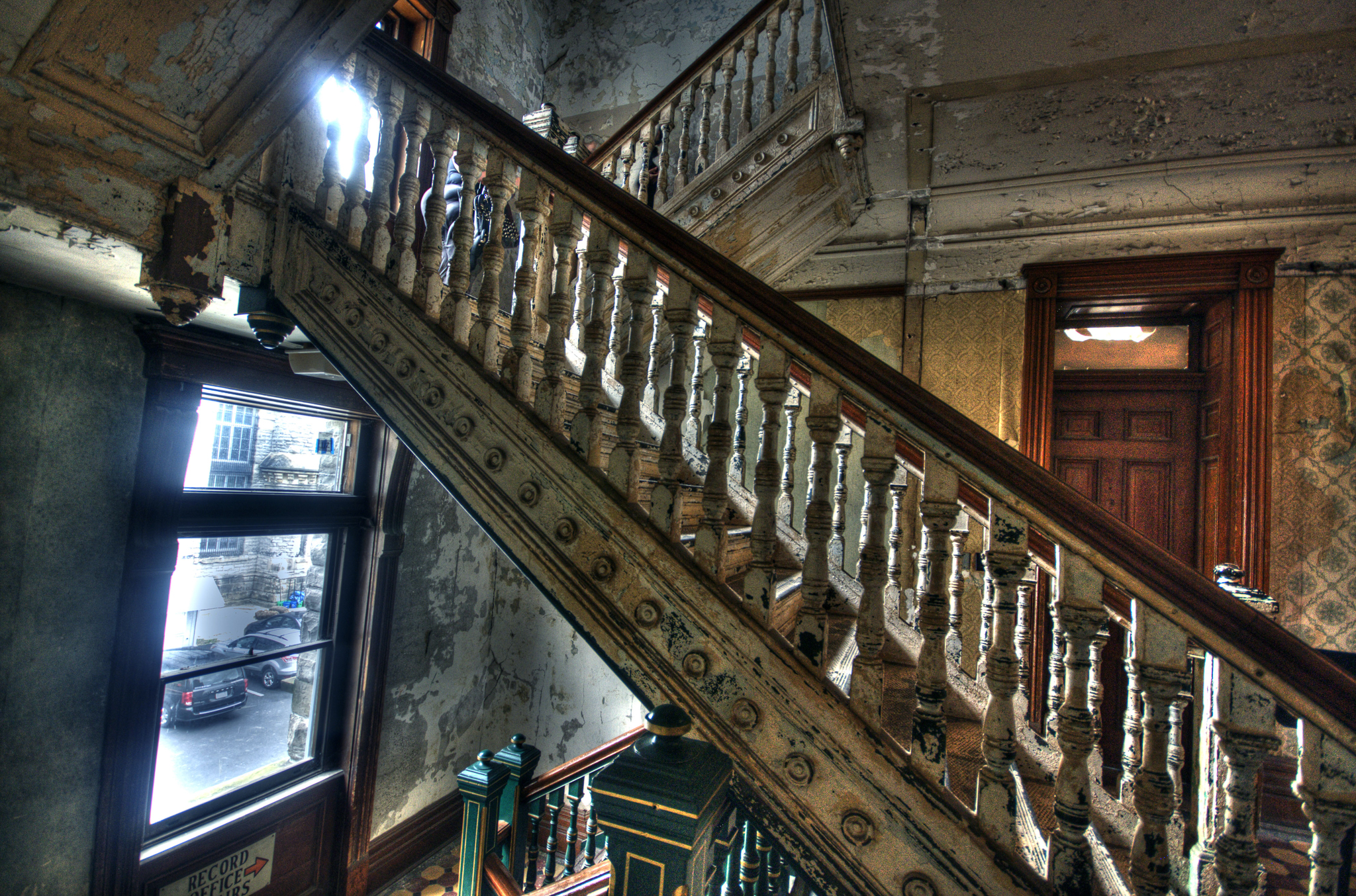
Interior de l'edifici amb l'escala d'acer

L'East Cell Block continua sent el bloc de cel·les d'acer independent més gran del món amb sis nivells d'alçada.

## Restauració i visites guiades

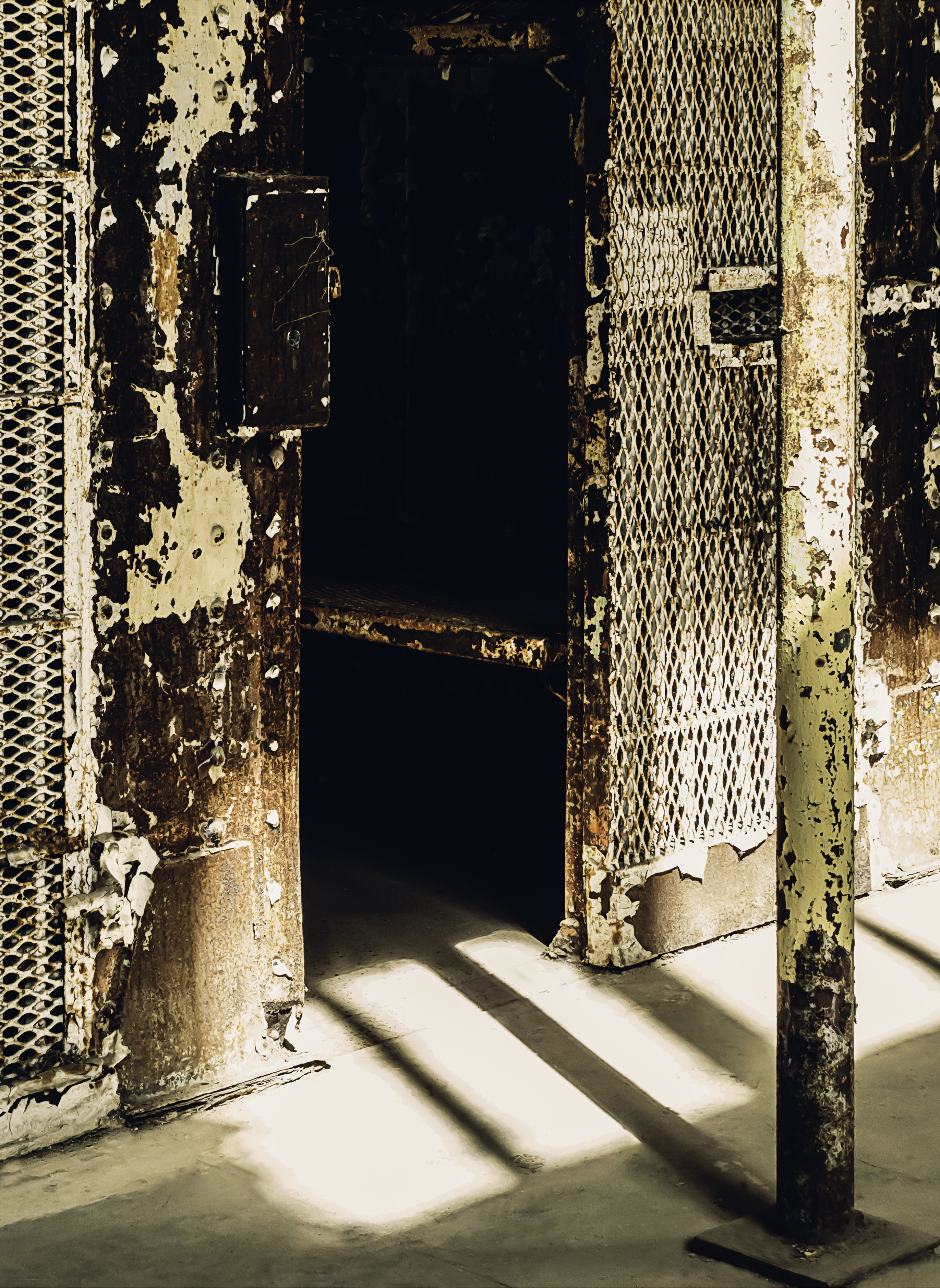
Cèl·lula única

La Mansfield Reformatory Preservation Society està treballant actualment per restaurar les instal·lacions al seu estat original. Les restauracions fins ara inclouen l'eliminació de runes, la substitució de la coberta, la restauració completa de les dependències del Guardià, així com la restauració completa de la sala de guàrdia central entre els blocs de cel·les Est i Oest.
Les restauracions s'estan finançant amb donacions i tarifes de viatge. S'han substituït les finestres del bloc de cel·les de llevant del costat sud i es preveu la substitució de tots els vitralls originals que hi havia a l'edifici. Durant la temporada de Halloween, l'edifici acull una casa embruixada anomenada Blood Prison.
El reformatori de l'estat d'Ohio ofereix tres tipus de visites guiades: History Meets Hollywood, que resumeix la història i la història del cinema, Beyond the Bars, que se centra més en la història i l'accés a les zones fora de la ruta, i el Tour Inmate que està guiat per un antic presoner al reformatori estatal d'Ohio.
El reformatori de l'estat d'Ohio ofereix visites fantasmes, així com les visites diürnes normals. Ofereixen caces públiques de fantasmes per a caçadors de fantasmes casuals, caceres de fantasmes privades per a caçadors de fantasmes més experimentats, passejades de fantasmes per a nens a partir de 13 anys, classes de caça de fantasmes per a nens a partir de 13 anys i esdeveniments especials de caça de fantasmes organitzats per caçadors de fantasmes famosos i celebritats, o historiadors.

## Esdeveniments
El reformatori de l'estat d'Ohio acull actualment diversos esdeveniments diferents al llarg de l'any, un dels més populars sent l'INKcarceration Music & Tattoo Festival, que és un espectacle de grups de rock de 3 dies a mitjans de juliol. Alguns dels altres esdeveniments inclouen l'atracció encantada de Halloween "Blood Prison" que té lloc al setembre i a l'octubre de cada any. The Shawshank Hustle una cursa de 7 km que passa per 5 ubicacions de pel·lícules de The Shawshank Redemption, Murder Mystery Dinner Theatre que està escrita i representada pel Mansfield Playhouse, Mansfield Mayhem un esdeveniment de fotografia organitzat pels fotògrafs professionals de Ohio, i el Pour One Nine Beerfest que inclou més de 25 cerveses i vins, així com artistes i menjar en directe.

## Pel·lícules i televisió
La instal·lació d'Ohio State Reformatory s'ha utilitzat com a ubicació per a moltes produccions de cinema i televisió, i és més coneguda per la seva aparició com a presó estatal de Shawshank a la pel·lícula de 1994 The Shawshank Redemption.
- Harry i Walter se'n van a Nova York (1975): Harry i Walter passen una estona entre reixes al centre penitenciari, quan la presó encara estava en funcionament.
- Tango & Cash (1989): la instal·lació es va utilitzar per a diverses escenes de la presó, quan la presó encara estava en funcionament.
- The Shawshank Redemption (1994) - La presó es va utilitzar per a una gran escena panoràmica i l'oficina del vigilant; es va utilitzar un quarter d'oficials per rodar una seqüència ambientada en un apartament civil.
- Air Force One (1997): la presó es va utilitzar per a escenes d'una presó russa per al general Ivan Radek.
- Vídeo musical "Awake" de Godsmack, 2000.
- Fotografia promocional de Marilyn Manson, 1996 - El líder, Brian Hugh Warner, va créixer a Canton, Ohio.
- Ohio State Reformatory ha estat objecte de nombrosos programes d'investigació paranormal, com ara Scariest Stories on Earth de Fox Family Channel i Scariest Places On Earth .
- The Travel Channel va fer un documental de turisme </link> a l'OSR.
- El programa de televisió Destination Fear de Travel Channel es va rodar a la ubicació per al quart episodi de la seva tercera temporada.
- El 2005, The Atlantic Paranormal Society (TAPS) va investigar les instal·lacions de la sèrie de televisió Ghost Hunters de SciFi Channel.
- L'any 2004 Lil Wayne va incloure aquesta presó al seu vídeo per a la cançó " Go DJ ".
- L'abril de 2006, la pel·lícula de terror/thriller Fallen Angels (2007) es va rodar gairebé íntegrament a OSR.
- La WWE va disparar un pòster promocional amb Triple H per al seu esdeveniment del Dia del Judici de 2008 a les instal·lacions.

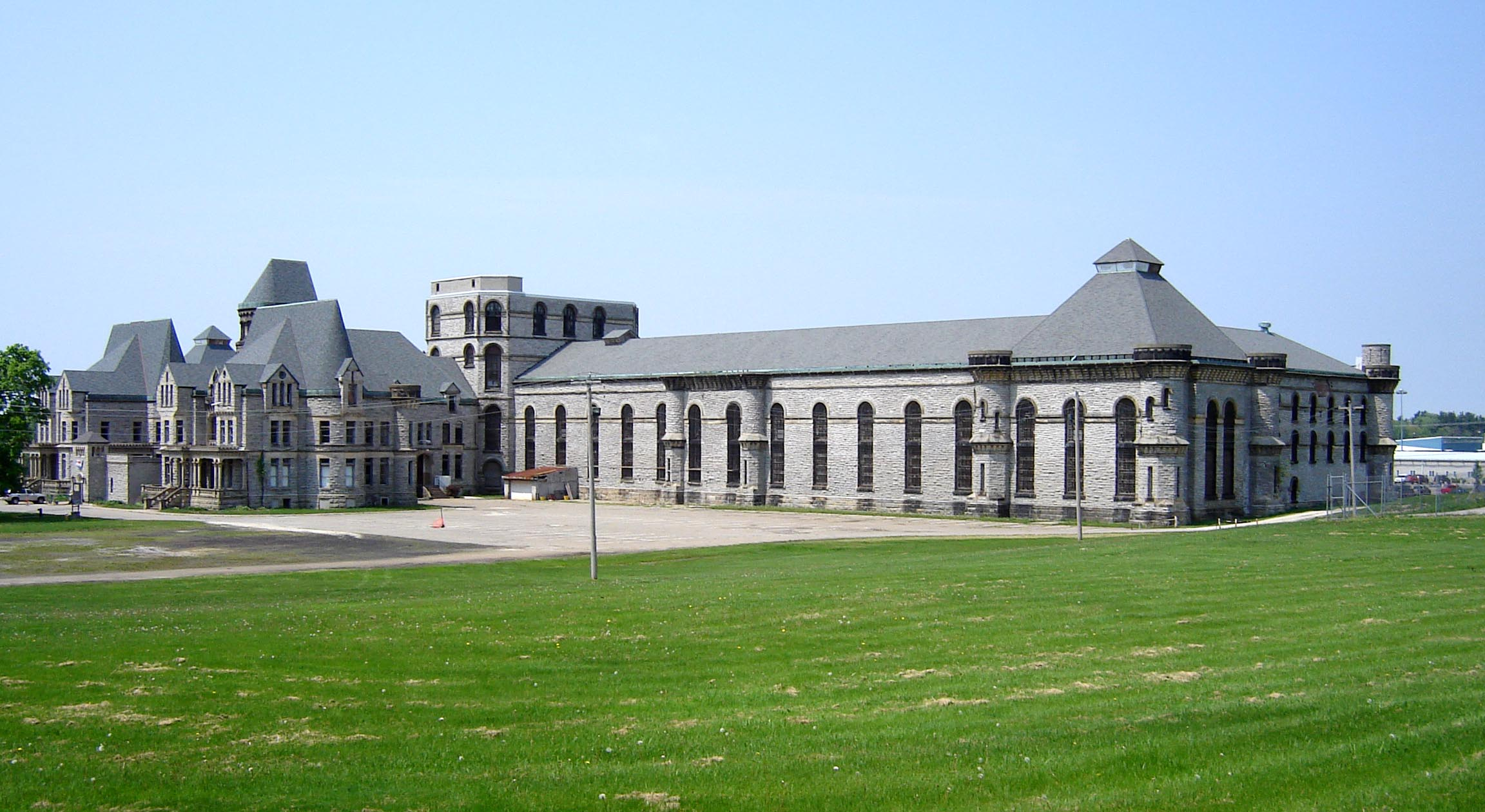
Exterior de la instal·lació

- El 2009, la instal·lació va aparèixer a Ghost Adventures a l'episodi 4 de la temporada 3.
- El [ quina?2010, la instal·lació es va utilitzar per a un episodi de Ghost Hunters Academy.
- És el lloc de rodatge del videoclip de la cançó "Relentless Chaos" de Miss May I.
- El Purple Smoke Project (grup de hip hop) va filmar un vídeo per a la cançó "Calm Down" el 2011.
- Atac Atac! va gravar una part del seu vídeo "Smokahontas" el 2011.
- Anti-Flag va gravar la majoria del seu vídeo de "The New Sound" a la presó.
- National Geographic Channel va presentar la presó al programa Inside: Secret America S1/Ep 05 per a l'episodi "Ghosts" el 2013.
- Ghost Asylum a Destination America el 2015.
- El 2016 es va investigar el reformatori i es va presentar a The Hambone Show.
- David Allen Coe i The Moonshine Bandits (2017) van gravar un vídeo musical per a "Take This Job and Shove It".
- El 2017, el grup nu-metal Motograter va filmar un vídeo per a la cançó "Dorian".
- L'11 de maig de 2018, la instal·lació va aparèixer en un episodi de BuzzFeed Unsolved.
- El 4 de desembre de 2018, la instal·lació es va presentar al programa de Discovery Channel Mysteries of the Abandoned, temporada 3, episodi 10.
- La tardor de 2018, Escape Plan: The Extractors with Sylvester Stallone es va rodar a les instal·lacions.[20]
- L'abril de 2019, les instal·lacions es van utilitzar per filmar el vídeo musical "Some of It" de l'artista de música country Eric Church.
- El maig de 2019, el youtuber nord-americà MrBeast va fer un vídeo de repte de 24 hores a la presó amb el títol "24 hores al lloc més encantat de la Terra".
- Els dies 25 i 26 de novembre de 2019 es va dur a terme el rodatge de Judes i el Messies negre al Reformatori.[21]
- El febrer de 2020, Chris Jericho va tenir un episodi del seu podcast, Talk is Jericho, sobre la presó i el fet que suposadament està embruixada.
- Al novembre o desembre del 2021, els youtubers Sam Golbach i Colby Brock van fer una investigació paranormal per a la seva sèrie de YouTube The Attachment.
- Entre maig i juny de 2022, Shelby Oaks va filmar escenes en aquesta ubicació.